# Enosmaeus cubanus
Enosmaeus cubanus är en skalbaggsart som beskrevs av Thomson 1878. Enosmaeus cubanus ingår i släktet Enosmaeus och familjen långhorningar.
Artens utbredningsområde är:
- Kuba.
- Haiti.

Inga underarter finns listade i Catalogue of Life.